# Elecciones parlamentarias de Bulgaria de 1966
Las elecciones parlamentarias de Bulgaria fueron realizadas el 25 de febrero de 1966. Se presentó a los votantes una lista única del Frente de la Patria, dominado por el Partido Comunista Búlgaro.  Según las cifras oficiales, casi participaron 5.7 millones de personas en el sufragio, de los cuales solo 2089 personas votaron en contra de la lista, mientras que otros 6651 personas votaron blanco o nulo.  Se reportó que la participación electoral fue de un 99,6 %.

## Resultados
| Partido                 | Votos     | %     | Escaños | +/- |
| ----------------------- | --------- | ----- | ------- | --- |
| Frente de la Patria     | 5.744.072 | 99.99 | 414     | +93 |
| En contra               | 2089      | 0.01  | –       | –   |
| Votos en blanco/nulos   | 6651      |       | –       | –   |
| Total                   | 5.752.812 | 100   | 414     | +93 |
| Fuente: Nohlen & Stöver |           |       |         |     |